# قتل‌های استیل‌تاون
قتل‌های استیل‌تاون (به انگلیسی: Steeltown Murders) مینی‌سریالی چهارقسمته به کارگردانی مارک اوانز و در ژانر درام واقعی است. داستان سریال را اد ویتمور براساس واقعه جنایت جوزف کاپن در پورت تالبوت در ولز جنوبی نگاشته است. نخستین قسمت این سریال در ۱۵ مهٔ ۲۰۲۳ از بی‌بی‌سی وان پخش شد.

## داستان
با پیشرفت تکنولوژی در سدهٔ بیست‌ویکم، کارآگاهان می‌توانند پروندهٔ تجاوز و قتل دخترانی را که در سال ۱۹۷۳ بی‌سرانجام مانده بود بازگشایی کنند. 